# Data similis
Data similis är en fjärilsart som beskrevs av W. Warren 1911. Data similis ingår i släktet Data och familjen nattflyn. Inga underarter finns listade i Catalogue of Life.